# Leporinus ecuadorensis
Leporinus ecuadorensis és una espècie de peix de la família dels anostòmids i de l'ordre dels caraciformes present a zones de clima tropical d'Amèrica del Sud a la conca del riu Barranca Alta a l'Equador.
Els mascles poden assolir 25 cm de llargària total.